# DSA-443
La DSA-443 es una carretera perteneciente a la Red Secundaria de la Diputación Provincial de Salamanca que une las localidades de Boada y Retortillo.

## Recorrido
La carretera DSA-443 tiene su origen en Boada en la intersección con la carretera SA-325, y termina en el casco urbano de Retortillo en la intersección con la carretera DSA-451 formando parte de la Red de carreteras de Salamanca.
| Boada (Intersección con ) - Retortillo (Intersección con ) | Boada (Intersección con ) - Retortillo (Intersección con ) | Boada (Intersección con ) - Retortillo (Intersección con ) | Boada (Intersección con ) - Retortillo (Intersección con ) | Boada (Intersección con ) - Retortillo (Intersección con ) | Boada (Intersección con ) - Retortillo (Intersección con ) | Boada (Intersección con ) - Retortillo (Intersección con ) | Boada (Intersección con ) - Retortillo (Intersección con ) | Boada (Intersección con ) - Retortillo (Intersección con ) | Boada (Intersección con ) - Retortillo (Intersección con ) | Boada (Intersección con ) - Retortillo (Intersección con ) |
| Esquema                                                    | PK                                                         | Sentido Retortillo                                         | Sentido Retortillo                                         | Sentido Retortillo                                         | Sentido Retortillo                                         | Sentido Boada                                              | Sentido Boada                                              | Sentido Boada                                              | Sentido Boada                                              | Incidencias                                                |
| Esquema                                                    | PK                                                         | Velocidad                                                  | Elemento                                                   | Salida                                                     | Salida                                                     | Salida                                                     | Salida                                                     | Elemento                                                   | Velocidad                                                  | Incidencias                                                |
| Esquema                                                    | PK                                                         | Velocidad                                                  | Elemento                                                   | Dir.                                                       | Nombre                                                     | Nombre                                                     | Dir.                                                       | Elemento                                                   | Velocidad                                                  | Incidencias                                                |
| ---------------------------------------------------------- | ---------------------------------------------------------- | ---------------------------------------------------------- | ---------------------------------------------------------- | ---------------------------------------------------------- | ---------------------------------------------------------- | ---------------------------------------------------------- | ---------------------------------------------------------- | ---------------------------------------------------------- | ---------------------------------------------------------- | ---------------------------------------------------------- |
|                                                            | 0,0                                                        |                                                            |                                                            | La Fuente de San Esteban                                   | La Fuente de San Esteban                                   | La Fuente de San Esteban                                   |                                                            |                                                            |                                                            |                                                            |
| Villares de Yeltes Villavieja de Yeltes                    | 0,0                                                        |                                                            |                                                            |                                                            |                                                            |                                                            |                                                            |                                                            |                                                            |                                                            |
|                                                            | 0,0                                                        |                                                            |                                                            | BOADA                                                      | BOADA                                                      | BOADA                                                      | BOADA                                                      |                                                            |                                                            |                                                            |
|                                                            | 0,8                                                        |                                                            |                                                            | Estación de Boada                                          | Estación de Boada                                          | Estación de Boada                                          | Estación de Boada                                          |                                                            |                                                            |                                                            |
|                                                            | 0,9                                                        |                                                            |                                                            | B.I.C. Línea Férrea La Fuente de San Esteban-La Fregeneda  | B.I.C. Línea Férrea La Fuente de San Esteban-La Fregeneda  | B.I.C. Línea Férrea La Fuente de San Esteban-La Fregeneda  | B.I.C. Línea Férrea La Fuente de San Esteban-La Fregeneda  |                                                            |                                                            |                                                            |
|                                                            | 0,9                                                        |                                                            |                                                            | Porciones                                                  | Porciones                                                  | Porciones                                                  | Porciones                                                  |                                                            |                                                            |                                                            |
|                                                            | 4,8                                                        |                                                            |                                                            | RETORTILLO                                                 | RETORTILLO                                                 | RETORTILLO                                                 | RETORTILLO                                                 |                                                            |                                                            |                                                            |
|                                                            | 4,9                                                        |                                                            |                                                            |                                                            | C/Salustiano Ramos                                         | C/Salustiano Ramos                                         |                                                            |                                                            |                                                            |                                                            |
|                                                            | 4,9                                                        | Pza. Toral del Caño                                        |                                                            |                                                            |                                                            |                                                            |                                                            |                                                            |                                                            |                                                            |
|                                                            | 4,9                                                        | Balneario de Retortillo Villavieja de Yeltes               |                                                            |                                                            |                                                            |                                                            |                                                            |                                                            |                                                            |                                                            |
|                                                            | 4,9                                                        | Boada                                                      |                                                            |                                                            |                                                            |                                                            |                                                            |                                                            |                                                            |                                                            |
|                                                            | 5,1                                                        |                                                            |                                                            | RETORTILLO                                                 | RETORTILLO                                                 | RETORTILLO                                                 | RETORTILLO                                                 |                                                            |                                                            |                                                            |
|                                                            | 5,100                                                      |                                                            |                                                            |                                                            | Balneario de Retortillo Villavieja de Yeltes Vitigudino    | Balneario de Retortillo Villavieja de Yeltes Vitigudino    | Balneario de Retortillo Villavieja de Yeltes Vitigudino    |                                                            |                                                            |                                                            |
|                                                            | 5,100                                                      | Ciudad Rodrigo                                             |                                                            |                                                            |                                                            |                                                            |                                                            |                                                            |                                                            |                                                            |